# Tschadische Fortschrittspartei
Die Tschadische Fortschrittspartei (französisch Parti Progressiste Tchadien, Abkürzung PPT) war von Januar 1962 bis Juni 1973 die einzige zugelassene Partei im Tschad.

## Geschichte
Die PPT wurde 1946 unter anderem von Gabriel Lisette und François Tombalbaye als Teil des westafrikanischen Rassemblement Démocratique Africain des ivorischen Félix Houphouët-Boigny gegründet. Die Partei war von Anfang an dominiert von Menschen aus dem südlichen Tschad (Animisten und römisch-katholische Christen). 1957 wurde Lisette der Vorsitzende des PPT und Ministerpräsident vom Tschad. 1959 legte Lisette seine Stellung als Parteivorsitzender nieder und wurde ersetzt von François Tombalbaye, dem es auch gelang, Ministerpräsident zu werden. Ein Jahr später gründete Tombalbaye die unabhängige Republik Tschad mit einem Präsidenten. 1962 machte er einen Einparteienstaat aus dem Tschad.
Präsident Tombalbaye schaffte im Juni 1973 die PPT ab – wegen der anhaltenden Korruption in ihren Reihen – und ersetzt sie durch die Mouvement National pour la Révolution Culturelle et Sociale (MNRCS). Nach dem Putsch vom 13. April 1975 – in der Tombalbaye getötet wurde – wurde die MNRCS verboten.